# Маркомир
Маркомер (лат. Marcomer) — вождь франків, що жив в IV столітті. Згідно з «Книгою історії франків» (Liber Historiae Francorum), він був сином Пріама і батьком Фарамонда.
За Григорієм Турським, в 388 році франки на чолі з Маркомером, Геннобавдом і Сунноном перейшли кордон Римської імперії і направились в римську Германію і Бельгіку, перебили багато мирних жителів, спустошили територію, а також навели страх на жителів Кельна. Коли про це стало відомо в Трірі, полководці Нанніні і Квінтіно, яким Магн Максим доручив свого малолітнього сина і захист Галлії, зібрали армію і прийшли в Кельн. Франки до того часу вже встигли розграбувати місто і з награбованим пішли за Рейн, залишивши в Галії великий загін готовий знову почати спустошення. Римлянам вдалося розбити цей загін, однак експедиція за Рейн скінчилася для них невдало.